# Rabello de Castro
Paulo Rabello de Castro (Rio de Janeiro, 4 de janeiro de 1949) é um economista brasileiro. Foi presidente do Instituto Brasileiro de Geografia e Estatística (IBGE) e presidente do Banco Nacional de Desenvolvimento Econômico e Social (BNDES). É filiado ao Partido Social Democrático (PSD).

## Biografia
Paulo Rabello de Castro graduou em 1971 em Economia pela Universidade Federal do Rio de Janeiro (UFRJ) e em Direito pela Universidade do Estado do Rio de Janeiro (UERJ). É mestre e doutor em Economia pela Universidade de Chicago, onde cursou com os professores Milton Friedman, Gary Becker e Theodore Schultz, todos ganhadores do Prêmio Nobel de Economia.
Membro e presidente de 1994 a 1996 da Academia Internacional de Direito e Economia (AIDE), foi professor titular no Curso de Doutorado da Escola de Pós-Graduação em Economia da Fundação Getúlio Vargas (FGV), nas cadeiras de Economia Agrícola, Economia Regional e Urbana e Economia da Informação; criador e coordenador do Grupo de Informação Agrícola no Instituto Brasileiro de Economia (IBRE) da FGV; criador e editor da revista especializada Agroanalysis; redator-chefe da revista Conjuntura Econômica da FGV encarregada, até os anos 1980, de publicar nacionalmente as Contas Nacionais e os Índices Nacionais de Preços.
Fundou em 1993 a SR Rating, primeira empresa especializada em rating no Brasil. Ocupou cargos de gestão na ARC Ratings, RC Consultores, Macroconsulting, entre outras, além de participação em entidades profissionais. Integrou o Comitê de Gestão do Grupo de Líderes Empresariais – Lide, foi conselheiro do Conselho de Economia da Federação das Indústrias do Estado de São Paulo (FIESP) e exerceu a presidência do Conselho de Planejamento Estratégico da FECOMERCIO/SP.[carece de fontes?]
Ex-presidente do Instituto Atlântico, entidade sem fins lucrativos, formuladora de políticas públicas, fundada em 1993, e fundador da ONG Instituto Maria Stella, que já formou mais de dois mil alunos carentes na iniciação à informática como ferramenta de estudo e trabalho no Mato Grosso. Coordenou o Movimento Brasil Eficiente, que propõe uma simplificação da carga tributária e mais eficiência dos gastos públicos.
Contribuiu para diversas mídias, como colunista e comentarista, entre as quais o Folha de S.Paulo, Época, Jovem Pan e blogues de opinião. É autor dos livros Lanterna na Proa (2017) que reúne artigos em ocasião do centenário de Roberto Campos; O Mito do Governo Grátis: o mal das políticas econômicas ilusórias e as lições de 13 países para o Brasil mudar (2014); Galo Cantou! A conquista da propriedade pelos moradores do Cantagalo (2011), vencedor do Prêmio Jabuti 2012, na categoria de arquitetura e urbanismo; Panorama fiscal no Brasil, Proposta de ação (2010); A crise financeira internacional (2009); A grande bolha de Wall Street (2008) e Tributos no Brasil: auge, declínio e reforma (2008).

### Governo Temer
Presidente do IBGE entre julho de 2016 e junho de 2017, sua gestão promoveu a renovação do parque tecnológico da instituição e viabilizou o Censo Agropecuário, que não era realizado desde 2006. Deixou o IBGE para assumir a presidência do Banco Nacional de Desenvolvimento Econômico e Social – BNDES. 

### Candidatura à presidência
Rabello deixou o BNDES em abril de 2018, para assumir pré-candidatura à presidência pelo PSC. Ele chegou a ser lançado candidato pelo partido em convenção no final de julho, prometendo enxugar a máquina pública e acabar com o déficit primário em 2019. Poucos dias depois, em 1º de agosto, retirou sua candidatura e foi indicado a vice na chapa do Álvaro Dias, do Podemos. Em 13 de agosto de 2018, em meio à campanha, recebeu o prêmio "Economista do Ano de 2018" da Ordem dos Economistas do Brasil.
A chapa dele teve apenas 0,80% dos votos em primeiro turno na eleição de 2018, ficando apenas em nono lugar. No segundo turno, o PSC decidiu por unanimidade apoiar Jair Bolsonaro contra Fernando Haddad.

### Pós-2018
Em 2020, o governador do Rio de Janeiro, Wilson Witzel, lançou Rabello de Castro como pré-candidato do PSC a prefeito do Rio. Em abril, no entanto, ele saiu do PSC, de Witzel, para o PSD, de Gilberto Kassab e do então pré-candidato a prefeito Eduardo Paes. Apesar da Ideologia Liberal, em 2022, apoiou o Desenvolvimentista: Ciro Gomes (PDT) na eleição Presidencial.